# Всадник без головы (роман)
«Вса́дник без головы́» — роман Томаса Майн Рида, написанный в 1865 году, в основу которого легли приключения самого автора в Америке.

## Публикации и переводы
Сразу же после написания романа издательский дом «Chapman & Hall» приступил к публикации произведения в виде серии ежемесячных выпусков. Первый выпуск был опубликован 1 марта 1865 года. Всего было выпущено 20 выпусков, по шесть пенсов каждый.
В 1866 году издательством Ричарда Бентли было выпущено первое отдельное издание «Всадника без головы».
В России уже в 1868 году петербургским издательством «Гоппе и Корнфельд» был переведён и выпущен роман «Всадник без головы» в двух частях с подзаголовком «Роман из Техасской пустыни капитана Майна Рида».
Наиболее известным переводом романа на русский язык стал «сокращённый» (с изъятием незначительных подробностей, названий и литературной обработкой в интересах общей стилистики повествования) перевод, сделанный А. Ю. Макаровой. Лучшим изданием этой версии перевода стала книга, выпущенная в 1955 году издательством ЦК ЛКСМУ «Молодь» (Киев, УССР), иллюстрированная художником Михаилом Яковлевичем Штаерманом.
Помимо сокращённого, Макарова выполнила и полный перевод книги с сохранением подробностей оригинала и авторской манеры Майн Рида, доступный в изданном в 50-х «оранжевом» (по цвету переплётов) 6-томнике избранных сочинений Рида (1956—1958, издательство «Детгиз», Москва) и «рамочной» серии приключений.

## Сюжет
Действие романа происходит в 1850-е годы на юге США, в штате Техас.
Дочь богатого плантатора Луиза Пойндекстер и бедный мустангер Морис Джеральд влюбляются друг в друга и начинают тайно встречаться. Однажды ночью Кассий Колхаун, двоюродный брат Луизы, который тоже влюблён в неё, становится свидетелем их тайного свидания недалеко от дома. Он рассказывает об этом брату Луизы Генри, и тот в ярости оскорбляет мустангера и чуть было не убивает его. Но, узнав, что несправедливо обвинил мустангера, он хочет извиниться перед ним. Он едет вслед за ним, и то же самое делает Кассий Колхаун. Тёмной ночью в лесной чаще происходит убийство, которое становится центральным событием всего романа. 
На следующий день обнаруживают пропажу Генри Пойндекстера и в ходе расследования приходят к выводу, что его убил Морис Джеральд. В это же время в прерии появляется загадочный всадник без головы, который определённо как-то связан с произошедшим. Мориса Джеральда находят в его хижине в состоянии бреда и хотят линчевать, однако благодаря стечению ряда обстоятельств казнь прерывается и обвиняемому назначают судебное разбирательство. Пока мустангер сидит в камере в ожидании суда, опытный охотник и старый друг Мориса Зебулон Стумп начинает самостоятельно вести расследование и за короткое время находит немало улик, указывающих на Кассия Колхауна как на убийцу.
Наступает день суда. Зеб Стумп рассказывает обо всех найденных им уликах, ловит всадника без головы, который на самом деле оказывается обезглавленным трупом Генри Пойндекстера, и извлекает из его тела пулю, на которой обозначены инициалы «К. К.». Тогда всем становится ясно, что истинный убийца — Кассий Колхаун. Разоблачённый, он пытается сбежать, но Морису Джеральду удаётся поймать его. Представ перед судом, Кассий Колхаун признаёт, что это он совершил преступление, но говорит, что убил своего кузена по ошибке и что на самом деле хотел убить Мориса Джеральда. Он также говорит, что не расстанется с жизнью до тех пор, пока не убьёт мустангера. После этих слов он достаёт револьвер и стреляет прямо в сердце Мориса Джеральда, а потом застреливается сам. Однако ему удаётся совершить только самоубийство — Мориса Джеральда от пули спасает медальон, подаренный ему Луизой. Луиза и Морис вскоре женятся, и выясняется, что Морис Джеральд на самом деле является богатым баронетом на своей родине в Ирландии. Они живут долго и счастливо, а история о всаднике без головы ещё долгое время не сходит с уст обитателей округи.

## Персонажи
- Морис Джеральд — главный герой, небогатый мустангер в США и состоятельный баронет на родине.
- Луиза Пойндекстер — возлюбленная Мориса.
- Вудли Пойндекстер — отец Луизы.
- Кассий Колхаун — племянник Вудли, отставной капитан со скандальной репутацией, любит Луизу, застрелился на финальном суде.
- Генри Пойндекстер — брат Луизы, убит и обезглавлен своим кузеном, который принял его за Мориса, его труп и является «Всадником без головы».
- Зеб (Зебулон) Стумп — охотник, друг Мориса, который спас ему жизнь и доказал его невиновность.
- Мигуэль Диас — мексиканец, по кличке «Эль Койот», был казнён после убийства Исидоры.
- Исидора Коварубио Де Лос-Льянос — пассия Диаса, влюблённая в Мориса, убита Диасом.
- Майор Рингвуд — офицер, задержал суд над Морисом на три дня. Комендант форта Индж.
- Спэнглер — следопыт, участвовал в поисках Генри или его тела, один из первых, кто увидел «Всадника без головы».
- Плутон — слуга в семье Пойндекстеров, позднее — муж Флоринды.
- Флоринда — служанка Луизы Пойндекстер, позднее — жена Плутона.
- Фелим О’Нил — слуга и молочный брат Мориса.
- Тара — собака Мориса, спасла его несколько раз от койотов.
- Сэм Мэнли — глава рейнджеров, отправившихся на поиски тел, единственный из них, кто поверил в невиновность Мориса.
- Обердофер (старый Дуффер) — хозяин трактира.
- Джош Сансом — надсмотрщик за рабами у Вудли Пойндекстера.
- Слоумен — пехотный капитан.
- Генкок — лейтенант драгун.
- Кроссмен — лейтенант стрелков.

## Экранизации
- Роман послужил основой для фильма «Всадник без головы», который был снят советским режиссёром Владимиром Вайнштоком в 1973 году.